# Kent Ford
Kent Ford es un deportista estadounidense que compitió en piragüismo en la modalidad de eslalon. Ganó  medallas de oro en el Campeonato Mundial de Piragüismo en Eslalon, en los años 1983 y 1985.

## Palmarés internacional
| Campeonato Mundial | Campeonato Mundial | Campeonato Mundial | Campeonato Mundial |
| Año                | Lugar              | Medalla            | Competición        |
| ------------------ | ------------------ | ------------------ | ------------------ |
| 1983               | Merano (Italia)    | Medalla de oro     | C1 por equipos     |
| 1985               | Augsburgo (RFA)    | Medalla de oro     | C1 por equipos     |